# 食料貯蔵室の召使と子供
『食糧貯蔵室の召使と子供』（しょくりょうちょぞうしつのめしつかいとこども、蘭: Een dienstbode met een kind in een kelderkamer、英: A Maid with a Child in a Pantry）、または『食糧貯蔵室の女と子供』（しょくりょうちょぞうしつのおんなとこども、蘭: Een vrouw met een kind in een kelderkamer、英: A Woman with a Child in a Pantry）は、オランダ絵画黄金時代の画家ピーテル・デ・ホーホが1660-1668年ごろ、キャンバス上に油彩で制作した絵画である。画面下部左端に「P.D.H.」という画家の署名が記されている。作品は1817年に購入されて以来、アムステルダム国立美術館に所蔵されている。

## 作品
12人の子供の父親であったフェルメールが作品中にほとんど子供を描かなかったのに対し、デ・ホーホは子供の姿をしばしば描いた。左手の暗い半地下室から出てきた召使 (または母親) が興味深そうに背伸びをしている子供に水差しの中身を見せている。日常生活のひとこまでありながら、女と子供をつなぐ情愛が鑑賞者にもおのずと伝わってくるような暖かい情景である。
子供はスカートをはいていることから女の子と思われやすいが、この時代のオランダではすべての子供 (男の子も6-7歳まで) がスカートを着用する習慣があった。スカートには、子供たちが歩き方を習っていた時に掴まる歩行綱が付いている。帽子の細部や玩具の種類、またデ・ホーホの類似作品との比較から子供は男の子であると見られ、おそらく画家の長男ピーテルをモデルに描かれたものと推定される。
デ・ホーホは、1つの空間を通してもう1つの空間を表すことで著名であった。本作に描かれている部屋からは2つの空間が垣間見え、左側の扉は半地下のワイン蔵へ、右側の扉は純白の陽光が差し込む隣室へと続いている。本作は見事な透視図法を示しているが、厳格で窮屈な印象は与えない。鑑賞者の視線は開かれた扉を通して別の空間へ、窓を通して外界へと自由に移動することになるからである。右の隣室と左のワイン蔵が示す明暗の対比は素晴らしい。画家の透視図法を支え、説得力を支えているのは、こうした光と陰の微妙な諧調の描写である。